# Jean-Marie Tassoua
 (novembre 2024).
Si vous disposez d'ouvrages ou d'articles de référence ou si vous connaissez des sites web de qualité traitant du thème abordé ici, merci de compléter l'article en donnant les références utiles à sa vérifiabilité et en les liant à la section « Notes et références ».
Jean-Marie Tassoua est un homme politique congolais.
Ancien commandant de milice durant la guerre civile de 1997, il a exercé la fonction de ministre de l'Énergie et de l'Hydraulique au sein du gouvernement du Congo-Brazzaville de 1997 à 2002. Depuis 2009, il occupe la présidence du Conseil économique et social, institution étatique, et il a également coprésidé les Nouvelles Forces démocratiques (FDN), un parti politique, de 2007 à 2010.

## Biographie

### Enfance et formation
D'origine ethnique Mbochi, Tassoua est né à Enyellé, situé dans la région de la Likouala au nord du Congo-Brazzaville.

### Carrière politique
Après de brillantes études en France, il a travaillé aux Assurances et Réassurances du Congo (ARC). Avec l’introduction du multipartisme en 1990, il a dirigé le Rassemblement démocratique du peuple congolais (RDPC). Il a participé à la Conférence nationale de février à juin 1991 et a été membre du comité de cette conférence, chargé de l’élaboration du règlement intérieur. Pendant la guerre civile de juin – octobre 1997, Tassoua commandait la milice rebelle Cobra de Denis Sassou Nguesso ; la guerre s'est terminée par la prise de Brazzaville par les Cobras à la mi-octobre. Après cette victoire, Tassoua s’est exprimé devant la presse pour condamner l’ancien président Pascal Lissouba, déclarant que « pendant cinq ans, Lissouba n'a pas investi un centime dans le pays », et affirmant que des mercenaires internationaux avaient été engagés pour combattre aux côtés de Lissouba. Sassou Nguesso a ensuite nommé Tassoua au gouvernement en tant que ministre de l'Énergie et de l'Hydraulique le 2 novembre 1997. Tassoua était l'un des nombreux Mbochis qui occupaient des postes importants au sein du gouvernement, démontrant que le gouvernement était dominé par des membres du propre groupe ethnique de Sassou Nguesso et d'autres habitants du nord. Il a conservé son poste de ministre de l'Énergie pendant près de cinq ans.
Tassoua fut candidat aux élections législatives de mai–juin 2002, mais échoua à obtenir un siège. Après ces élections, il ne fut pas inclus dans le gouvernement nommé le 18 août 2002. Tassoua fut ensuite nommé au Conseil économique et social le 13 août 2003. Le journal Le Choc rapporta le 20 juillet 2004 que Tassoua, accompagné d’un ministre et de deux anciens ministres, se voyait interdit de quitter le pays sans l’approbation de Sassou Nguesso, en raison de soupçons d'usage abusif de fonds publics. Cette information fut démentie dès le lendemain par le procureur de la République, Georges Akiéra.
En mars 2007, le RDPC a consenti à fusionner avec plusieurs autres formations politiques pour fonder un nouveau parti, les Nouvelles Forces Démocratiques (FDN). Lors du congrès constitutif de la FDN, Tassoua, en sa qualité de doyen des dirigeants, a présidé la cérémonie d’ouverture le 19 avril 2007 et a exposé les objectifs et le programme du parti. Il a été désigné pour codiriger le Bureau exécutif national de la FDN aux côtés de Léon-Alfred Opimbat. Le 15 mai, Tassoua et Opimbat ont signé, au nom de la FDN, un accord électoral avec le Parti congolais du travail (PCT) alors parti au pouvoir.
Aux élections législatives de juin-août 2007, Tassoua fut élu à l'Assemblée nationale en tant que candidat des Nouvelles Forces démocratiques (FDN) dans la circonscription de Dougou, située dans la région de la Likouala. Dans cette circonscription, il se mesurait aux candidats de deux partis alliés, le PCT et le Club 2002-PUR. Tassoua fut l'un des trois candidats du FDN à remporter un siège lors de ces élections.

### Président du Conseil économique et social (2009–présent)
Après avoir exercé les fonctions de premier vice-président du Conseil économique et social, Tassoua a été nommé à sa présidence par le président Sassou Nguesso le 18 septembre 2009, succédant ainsi à Auguste-Célestin Gongarad Nkoua. Le Conseil, organe d’État, a pour mission constitutionnelle de conseiller le gouvernement et le Parlement sur les politiques publiques. Composé de 75 membres, il est structuré en trois commissions consacrées aux questions économiques, sociales et culturelles. S’adressant à la presse le 12 octobre 2009, Tassoua a présenté ses ambitions pour renforcer l’efficacité du Conseil, soulignant son engagement à accroître la visibilité de l’institution grâce à une ouverture accrue et une meilleure accessibilité.
Le Conseil a ouvert sa première session sous la présidence de Tassoua le 25 janvier 2010. Cette séance a été consacrée aux enjeux de l'emploi et de la formation professionnelle, avec un accent particulier mis sur le problème du chômage des jeunes. Tassoua a également fait remarquer que le Congo-Brazzaville possède d'abondantes ressources naturelles et a affirmé que le chômage pourrait être atténué par une exploitation judicieuse de ces ressources. Il a réitéré le rôle crucial que le Conseil a à jouer dans la vie politique de la nation, se présentant comme un « centre de réflexion » au service des décideurs. La session s'est conclue le 5 février 2010. À cette occasion, Tassoua a insisté sur le fait que les questions d'emploi et d'éducation doivent être considérées comme des conditions préalables à l'industrialisation. Il a également souligné la nécessité d'un budget de fonctionnement substantiel pour le Conseil afin de garantir son efficacité et a évoqué l'importance de la coopération régionale en vue d'une réunion prochaine de l'Union des conseils économiques et sociaux d'Afrique (UCESA).
Tassoua et Opimbat ont codirigé les Nouvelles Forces démocratiques (FDN) pendant trois ans. Lors du premier congrès ordinaire de la FDN, qui s'est tenu les 2 et 3 mai 2010, Opimbat a été élu président unique de l'organisation. Ce congrès a également donné naissance au Haut Conseil des dignitaires, un organe consultatif destiné à accompagner le Bureau exécutif de la FDN. Tassoua a été nommé parmi les sept membres de ce Conseil et a pris ses fonctions le 1er juin 2010, exerçant ainsi la présidence de cet organe consultatif.
En tant que président du Conseil économique et social, Tassoua a réalisé une visite officielle en Chine en mars 2011. En juillet 2011, lors du sixième congrès extraordinaire du Parti congolais du travail (PCT), le FDN a fusionné avec ce dernier, alors au pouvoir. À l'issue de ce congrès, Tassoua a été élu membre du Comité central du PCT, qui compte 471 membres.
Selon Tassoua, des hommes armés ont attaqué son domicile à Impfondo dans la nuit du 22 – 23 septembre 2014 avec l’intention de le tuer, mais il n’était pas là à ce moment-là. Il a déclaré qu'il avait intuitivement senti qu'il était en danger à Impfondo et qu'il s'était donc rendu au village d'Ibenga cette nuit-là, même si c'était un voyage risqué. S'exprimant sur l'attaque lors d'une conférence de presse le 15 octobre 2014, Tassoua a souligné qu'il n'était « plus intéressé par la politique active » et a déclaré qu'il consacrait son temps libre à l'agriculture.